# UniProt
UniProt — открытая база данных последовательностей белков. Консорциум UniProt действует с 2003 года. Единая база данных UniProt была создана путём объединения нескольких баз. UniProt состоит из четырёх крупных баз данных (База знаний, Архив, Справочные кластеры и метагеномные данные) и охватывает различные аспекты анализа белковых последовательностей. Многие из последовательностей стали известны в результате реализации проектов секвенирования геномов последних лет. Кроме того, база данных UniProt содержит большое количество информации о биологических функциях белков, полученной из научной литературы.

## Uniprot-консорциум
В UniProt-консорциум входят:
Европейский Институт Биоинформатики (EBI), Швейцарский Институт Биоинформатики (SIB) и Белковый Информационный Ресурс (PIR).
В EBI, расположенном в посёлке Хинкстон (Hinxton), Великобритания, размещено большое количество биоинформатических баз данных и сервисов.
SIB, расположенный в Женеве, Швейцария, является хранилищем серверов, служащих для экспертного белкового системного анализа (ExPASy-серверов), являющихся главным источником для инструментов протеомики и соответствующих баз данных.
PIR расположен в Медицинском центре Джорджтаунского университета в Вашингтоне, округ Колумбия, США, и представляет собой интегрированный биоинформатический ресурс, предназначенный для поддержки исследований в области геномики и протеомики.
В 2002 году PIR (Белковый Информационный Ресурс), вместе со своими международными партнёрами, EBI (Европейским Институтом Биоинформатики) и SIB (Швейцарским Институтом Биоинформатики), получили грант от Национального Института Здоровья (NIH) для создания UniProt, единой всемирной базы данных последовательностей и функций белков. Так появился консорциум UniProt.
Проект UniProt начал действовать с декабря 2003 года.
UniProt финансируется за счёт грантов от Национальных Институтов Здравоохранения США (NIH),
Национального Института исследования генома человека (NHGRI), Национального Института Общемедицинских Наук (NIGMS), Британского фонда по борьбе с сердечными заболеваниями (BHF), Швейцарского Федерального Правительства через Федеральное управление образования и науки, Национального научного фонда (NSF).

## Происхождение базы данных UniProt
Единая база данных UniProt была создана путём объединения баз данных Swiss-Prot, TrEMBL и PIR — PSD.

### Swiss-Prot
База данных Swiss-Prot была создана в 1986 году Амосом Байрошем во время работы над своим PhD-проектом и развита в дальнейшем в Швейцарском Институте Биоинформатики (SIB), а позже доработана Рольфом Апвейлером в Европейском Институте Биоинформатики (EBI).
Основная функция базы данных Swiss-Prot направлена на обеспечение надёжности информации о белковых последовательностях, обусловленной высоким, детальным уровнем аннотации, выполненной вручную. Она включает описание функции белка, его доменной структуры, пост-трансляционных модификаций, различных вариантов последовательности и т. д., причём с минимальным уровнем избыточности и высоким уровнем интеграции с другими базами данных.

### TrEMBL
База данных «Библиотека данных Нуклеотидных последовательностей» (TrEMBL) была разработана в 1996 году как аннотированное компьютерное приложение к Swiss-Prot.
Решение о создании TrEMBL было принято в ответ на увеличение потока данных в результате появления геномных проектов, а затратный по времени и трудоемкий процесс ручной аннотации в UniProtKB / Swiss-Prot превышал возможности Swiss-Prot для того, чтобы включить все доступные белковые последовательности.
TrEMBL предоставляет возможность автоматизированной аннотации для трансляции имеющихся нуклеотидных последовательностей и превращения их в белковые последовательности вне Swiss-Prot.

### PIR-PSD
PIR, организованный Национальным фондом медико-биологических исследований (NBRF) в Медицинском центре Джорджтаунского университета в Вашингтоне, округ Колумбия, США, является наследником старейшей базы данных последовательностей белков, а именно, созданным Маргарет Окли Дейхофф «Атласом последовательностей белка и структуры», впервые опубликованным в 1965 году. PIR поддерживает несколько белковых баз данных, а именно: главную базу белковых последовательностей (PIR-PSD), базу данных, связанную с классификацией белков по структуре и функциям (iProClass), а также другие базы данных белковых последовательностей и курируемых семейств.

## Организация баз данных UniProt
UniProt предоставляет четыре основных базы данных:
1. UniProtKB (Swiss-Prot и TrEMBL),
2. UniParc,
3. UniRef,
4. UniMes.

### UniProt KnowledgeBase (UniProtKB)
База знаний UniProt (UniProtKB) представляет собой белковую базу данных, частично курируемую экспертами и состоящую из двух секций:
- UniProtKB / Swiss-Prot, содержащую обзорные, вручную аннотированные записи. По состоянию на 15 марта 2017 года UniProtKB / Swiss-Prot содержит 553941 запись последовательностей (включающих 198311666 аминокислот), полученных из 251243 источников[15].
- UniProtKB / TrEMBL, содержащую нерецензированные, автоматически аннотированные записи[7]. По состоянию на 15 марта 2017 года UniProtKB / TrEMBL содержит 80204459 записей белковых последовательностей (включающих 26890984395 аминокислот)[16].

#### UniProtKB/Swiss-Prot
UniProtKB/Swiss-Prot является аннотированной вручную, без резервирования, базой данных белковых последовательностей. Целью UniProtKB / Swiss-Prot является предоставление всей известной необходимой информации о конкретном белке.
Аннотации регулярно проверяются, чтобы соответствовать текущим научным результатам. Требования к составлению аннотации записи включают подробный анализ последовательности белка и данных о нём из научной литературы.
Последовательности белка того же самого гена и того же вида объединены в одной и той же записи базы данных. Различия между последовательностями идентифицированы, и их причины документально зафиксированы и приведены (например, такие как альтернативный сплайсинг, естественные изменения, неправильные сайты инициации, неправильные экзонные границы, неправильные рамки считывания, список неопознанных конфликтов и другие). Целый диапазон инструментов анализа последовательностей используется при аннотации записей в UniProtKB/Swiss-Prot. Компьютерные предсказания вручную анализируются, и подходящие результаты отбираются для включения в записи базы данных.
Эти предсказания включают пост-трансляционные модификации, последовательность, структуру и топологию трансмембранных доменов,сигнальные пептиды, доменную идентификацию и классификацию белковых семейств. Соответствующие публикации идентифицируются поиском в базах данных, таких как PubMed. Полный текст каждого документа считывается, и информация добавляется к записи.
Аннотация, как правило, включает нижеперечисленную информацию:
- название белка и гена;
- функция белка;
- фермент-специфическая информация, такая как каталитическая активность, кофакторы и каталитические остатки;
- внутриклеточная локализация;
- белок-белковые взаимодействия;
- шаблон (pattern) экспрессии;
- местоположение и роль важных доменов и сайтов;
- ионные, субстратные и кофакторные сайты связывания;
- белковые вариантные формы, происходящие вследствие природных генетических изменений, редактирования РНК, альтернативного сплайсинга, протеолитических воздействий и пост-трансляционных модификаций.

Аннотированная запись должна пройти контроль качества перед включением в UniProtKB / Swiss-Prot. При появлении новых данных существующие записи обновляются.

#### UniProtKB/TrEMBL
UniProtKB / TrEMBL содержит записи, проанализированные с помощью компьютерной техники, которые дополнены при помощи автоматической аннотации.
Трансляция аннотированных кодирующих последовательностей в базах данных последовательностей нуклеотидов, таких как Европейская молекулярно-биологическая лаборатория (EMBL-Bank), ГенБанк, Японская база данных ДНК (DDBJ) осуществляется автоматически, после чего эти белковые последовательности заносятся в UniProtKB / TrEMBL.
UniProtKB / TrEMBL также содержит последовательности из Белкового Банка Данных (PDB) и предсказанные гены, в том числе из Ensembl — объединённого научного проекта, включающего Европейский Институт Биоинформатики и the Wellcome Trust Sanger Institute, RefSeq и CCDS.

### UniProt Архив (UniParc)
UniProt Архив (UniParc) представляет собой всеобъемлющую, содержащуюся без резервирования базу данных, которая содержит последовательности белков из основных общедоступных баз данных белковых последовательностей. Так как один и тот же белок может находиться в нескольких различных исходных базах данных, а также присутствовать в нескольких экземплярах в одной и той же базе данных, во избежание избыточности UniParc сохраняет каждую уникальную последовательность только один раз. Идентичные последовательности объединяются независимо от того, являются ли они белками, представляющими одни и те же или разные виды. Каждой последовательности присвоен стабильной и уникальный код (УПИ), что делает возможным идентифицировать один и тот же белок из различных исходных баз данных.
UniParc содержит только белковые последовательности без аннотации. Перекрёстные ссылки в записях из базы данных UniParc позволяют получить дополнительную информацию о белке из базы данных, являющейся первоисточником. Если в исходных базах данных последовательности изменяются, эти изменения отслеживаются в UniParc, а история всех изменений сохраняется в архиве.
| База данных | Тип данных |
| --- | --- |
| Японская база данных ДНК (DDBJ) Европейский архив нуклеотидов (ENA) База данных ДНК и РНК (GenBank)                                                                           | Кодирующие последовательности |
| Объединённый научный проект, включающий Европейский Институт Биоинформатики и the Wellcome Trust Sanger Institute (Ensembl) База данных Геномной Аннотации Позвоночных (VEGA) | Прогнозируемые кодирующие последовательности из геномов позвоночных                                                                             |
| Основное хранилище генетических и молекулярных данных для насекомых семейства Drosophilidae (FlyBase)                                                                         | Кодирующая последовательность для видов из семейства Drosophilidae                                                                              |
| Исчерпывающий источник аннотаций для человеческих генов и транскриптов (H-Inv)                                                                                                | Последовательности человеческого белка |
| Международный Белковый Индекс (IPI) | Протеиновые последовательности высших эукариот                                                                                                  |
| Patent Offices in Europe, US and Japan (USPTO) | Кодирующие последовательности, связанные с патентами из патентных ведомств                                                                      |
| Белковые информационные ресурсы (PIR-PSD) | Курированные последовательности белка |
| Белковый Банк данных (PDB) | Последовательности белков, трёхмерные структуры которых находятся в PDB                                                                         |
| Белковый исследовательский фонд (PRF) | Протеиновые последовательности из научных трудов и предсказаний                                                                                 |
| Кластеры ссылок UniProt (RefSeq) | Кодирующие последовательности из набора NCBI геномных, транскрипционных и белковых эталонных последовательностей                                |
| Дрожжевая геномная база данных (SGD) | Кодирующие последовательности для Saccharomyces cerevisiae                                                                                      |
| База информационных ресурсов для Arabidopsis thaliana (TAIR) | Кодирующие последовательности для Arabidopsis thaliana                                                                                          |
| TROME | Прогнозируемые аминокислотные последовательности                                                                                                |
| UniProtKB/Swiss-Prot | Обработанные вручную белковые последовательности, главным образом производные от TrEMBL                                                         |
| UniProtKB/TrEMBL | Автоматически курируемые последовательности белка, полученные из кодирующих последовательностей в базах данных нуклеотидных последовательностей |
| База данных геномных и других биологических характеристик Caenorhabditis elegans (WormBase)                                                                                   | Кодирующие последовательности для нематоды Caenorhabditis elegans                                                                               |

### Справочные кластеры UniProt (UniRef)
Кластеры ссылок UniProt (UniRef) состоят из трёх баз данных (UniRef100, UniRef90 и UniRef50), сформированных из кластеризованных наборов белковых последовательностей из UniProtKB и отобранных записей UniParc.
База данных UniRef100 сочетает идентичные последовательности и фрагменты последовательности (из любого организма) в одной записи UniRef.
Последовательности UniRef100 были кластеризованы с использованием CD-HIT алгоритма, чтобы построить UniRef90 и UniRef50. Каждый из двух последних кластеров состоит из последовательностей, которые имеют не менее 90 % и не менее 50 % идентичности, соответственно, с самой длинной найденной последовательностью. В настоящее время покрытие UniRef превышает 4000000 исходных последовательностей.
Кластеризация последовательностей значительно уменьшает размер базы данных: UniRef100, UniRef90 и UniRef50 дают уменьшение размера базы данных примерно на ~ 10, 40 и 70 %, соответственно. Снижение избыточности увеличивает скорость поиска подобия и позволяет повысить надёжность поиска далёких родственных белков.
Записи UniRef содержат сведения о последовательности репрезентативного белка, подсчёт членов и общей таксономии кластера, а также регистрационные номера всех присоединяемых записей и ссылок на аннотации в UniProtKB для облегчения биологических исследований.
UniRef доступен с сайта UniREF FTP.

### UniMrot (UniMes)
UniProt KB содержит записи с известной таксономией источника. Новые разработки привели к обнаружению новых источников для поиска белковых последовательностей. Появление метагеномных данных потребовало создания принципиально нового раздела в UniProt KB, а именно, отдельной базы данных — UniProt метагеномных последовательностей и неизвестных последовательностей из окружающей среды, UniMES (The UniProt Metagenomic and Environmental Sequences database).
Метагеномика (metagenomics) представляет собой масштабный геномный анализ микробов, выделенных из проб из окружающей среды, в отличие от лабораторно выращенных организмов, которые представляют лишь небольшую часть микробного мира.
UniMES в настоящее время содержит данные о белковых последовательностях организмов из мирового океана, обеспеченных глобальной океанической экспедицией по сбору проб (Global Ocean Sampling expedition — GOS), которые были первоначально представлены в Международной базе данных нуклеотидных последовательностей (INSDC).
Первоначальный GOS-набор данных состоит из 25 миллионов последовательностей ДНК, в основном из океанических микробов, и почти 6 миллионов предсказанных белков. UniMES объединяет предсказанные белковые последовательности с автоматической классификацией по Interpro, который является интегрированным ресурсом для белковых семейств, доменов и функциональных сайтов. Поэтому UniMES является уникальной базой данных, которая обеспечивает свободный доступ к массиву геномной информации, полученной от экспедиций для отбора проб. Данные пробы из окружающей среды, содержащиеся в этой базе данных, отсутствуют в UniProt базе знаний или UniProt справочных кластерах (UniRef), но интегрированы в UniParc.
UniMES доступен на UniProt FTP site в формате FASTA.